# Zelenci
Zelenci es una reserva natural cerca de la ciudad de Kranjska Gora, en el extremo noroeste de Eslovenia. Fuente del río Sava Dolinka, un tributario del Danubio.
Aquí el agua irrumpe en el lago de color verdoso con una profundidad de hasta dos metros. Justamente por este intenso color verde la fuente obtuvo su nombre (Zelenci, cuyo significado aproximado sería “Los verdes“). Zelenci es reserva natural y hogar de muchas especies de animales y vegetales en vías de extinción.
La tiza porosa del fondo del lago, expulsa constantemente agua en forma de „volcanes“, caso único y extraordinario en Eslovenia. El agua del lago tiene una temperatura constante de aproximadamente 5-6 °C y pasa al cauce que al este desemboca en un pantano poco profundo de un kilómetro de largo y 200 metros de ancho, llamado Blata. El cauce del río Sava Dolinka nace junto al lugar Podkoren, bajo la pendiente del monte Vitranc.

## Geología
El valle alto del Sava es el resultado de la acción del glaciar Planica, que se arrastra desde debajo del Monte Jalovec, la Cordillera Ponce y el Monte Mojstrovka. El área contiene muchos sedimentos lacustres, lo que sugiere que Zelenci Springs es un remanente del lago Koren, una vez mucho más grande, creado por el retroceso del glaciar, que transportó muchos escombros. En retirada, la mayor parte se depositó en lo que hoy es Podkoren, represando el Sava con el paso koren, que se llenó de derretimiento glacial y formó un extenso lago. El Sava luego tuneló a través de esta presa natural, bajando el nivel del agua del lago Koren hasta que solo quedaron Zelenci Springs y sus humedales circundantes.
Zelenci Springs se considera el comienzo de la más larga de las dos fuentes del Sava, el río esloveno más largo con 221 km. El manantial es en realidad el resurgimiento del arroyo subterráneo Nadiža, cuya primera fuente está cerca del albergue de montaña en el valle de Tamar, pero que pasa la mayor parte de su curso bajo tierra después de desaparecer en la cuenca de grava Ledine cerca de Rateče.
La tiza porosa del lecho del lago Zelenci Springs permite el afloramiento constante de las aguas subterráneas en forma de pequeños chorros, un fenómeno único en Eslovenia. El lago formado por los manantiales tiene una temperatura constante durante todo el año de 5 a 6 °C.  Desde el lago, el agua fluye hacia un arroyo, que desemboca hacia el este en el pantano poco profundo de Blata, que tiene 200 metros de ancho y 1 kilómetro de largo. El lecho real del río Sava Dolinka no comienza hasta después de esto, en Podkoren, junto a las laderas del monte Vitranc.

## Historia
Zelenci Springs fue declarada reserva natural en 1992, tanto por su interés geológico como por el hogar de numerosas especies animales y vegetales en peligro de extinción. El área de la reserva natural es de 47 hectáreas. Los senderos mantenidos cuentan con señalización informativa, así como puentes de observación y una torre de observación.
El entorno natural, los múltiples manantiales y el lago verde esmeralda también llamaron la atención del pintor Ladislau Benesch (1845-1922).

Sir Humphry Davy, el naturalista de Cornualles y un visitante de la zona en el siglo 19, escribió de ello:
"El valle del Save, con sus cataratas y lagos, me impactó particularmente. No he visto nada tan hermoso en Europa."

## Flora
Los alrededores de la primavera son hospitalarios para la vida vegetal adaptada a los hábitats ribereños: carex, aliso y sauces, y una variedad de plantas con flores:
- Bogbean (Menyanthes trifoliata)
- Algodón de pantano (Eriophorum angustifolium)
- Hierba flecha de pantano (Triglochin palustris)
- Hierba pioja de pantano (Pedicularis palustris)
- Pata de gallo de agua (Batrachium sp)

## Fauna
Además de las truchas, que habitan en los lagos y se alimentan de larvas de mosca de mayo (Ephemeroptera) y mosca de piedra (Plecoptera), el área tiene varias especies en peligro de extinción en la Lista Roja de Especies Animales en Peligro de Extinción de Eslovenia:
- Rosefinch común (Carpodacus erythrinus)
- Murciélago bigotudo (Myotis mystacinus)
- Lagarto vivíparo (Lacerta vivipara)
- Víbora europea (Vipera berus)
- Lagarto de arena (Lacerta agilis)